# Xã Higgins, Quận Conway, Arkansas
Xã Higgins (tiếng Anh: Higgins Township) là một xã thuộc quận Conway, tiểu bang Arkansas, Hoa Kỳ. Năm 2010, dân số của xã này là 84 người.